# Ніндорф-ан-дер-Штекніц
Ніндорф-ан-дер-Штекніц (нім. Niendorf an der Stecknitz) — громада в Німеччині, розташована в землі Шлезвіг-Гольштейн. Входить до складу району Герцогство Лауенбург. Складова частина об'єднання громад Брайтенфельде.
Площа — 8,41 км2. Населення становить 662 ос. (станом на 31 грудня 2020).

## Галерея

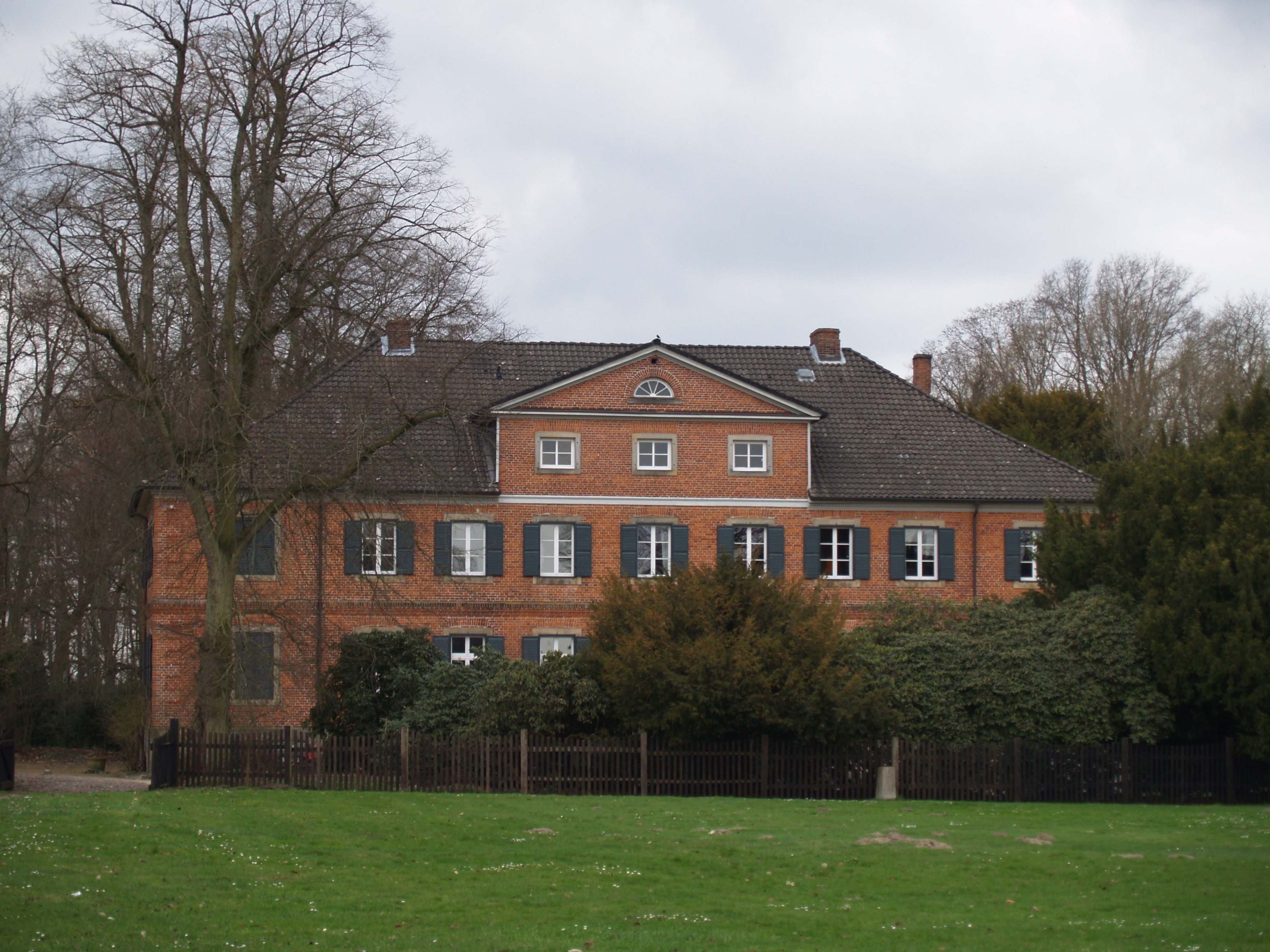
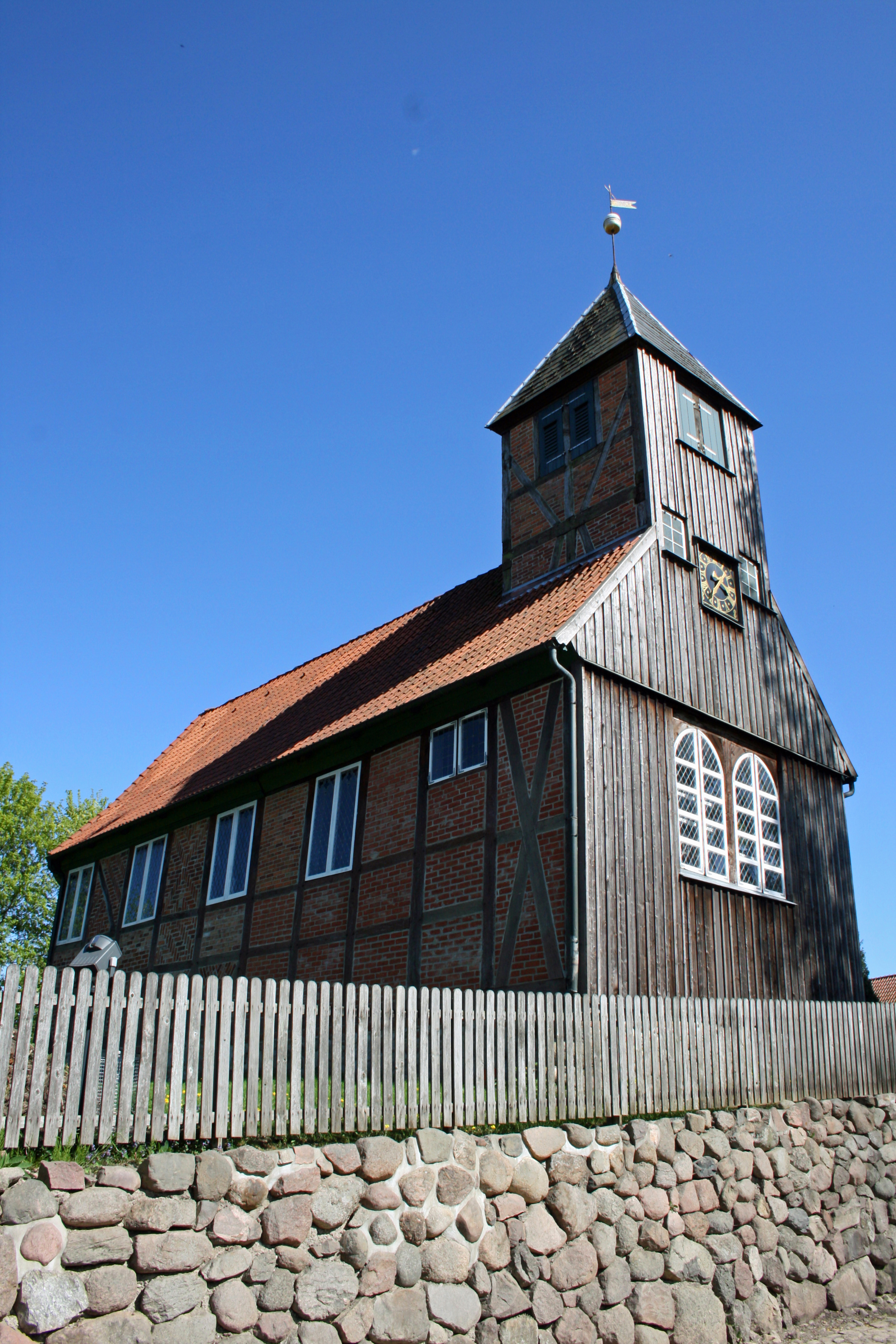